# Aulonothroscus angolensis
Aulonothroscus angolensis is een keversoort uit de familie dwergkniptorren (Throscidae). De wetenschappelijke naam van de soort werd in 1922 gepubliceerd door Edmond Fleutiaux.